# Jeroen Voogd
Jeroen Voogd (7 augustus 1987) is een Nederlands voormalig voetballer.
Voogd heeft meegedaan aan de Paralympische Zomerspelen 2004 te Athene. Hij is in 2008 ook uitgekomen voor Nederland op de Paralympische Zomerspelen in Peking in het team van het CP-voetbal. Voogd kwalificeerde zich in juli 2011 met het CP-team tijdens het WK CP-voetbal in Hoogeveen voor de Paralympische Zomerspelen 2012 in Londen.